# Callitriche palustris
Callitriche palustris es una hierba acuática de la familia de las plantagináceas.

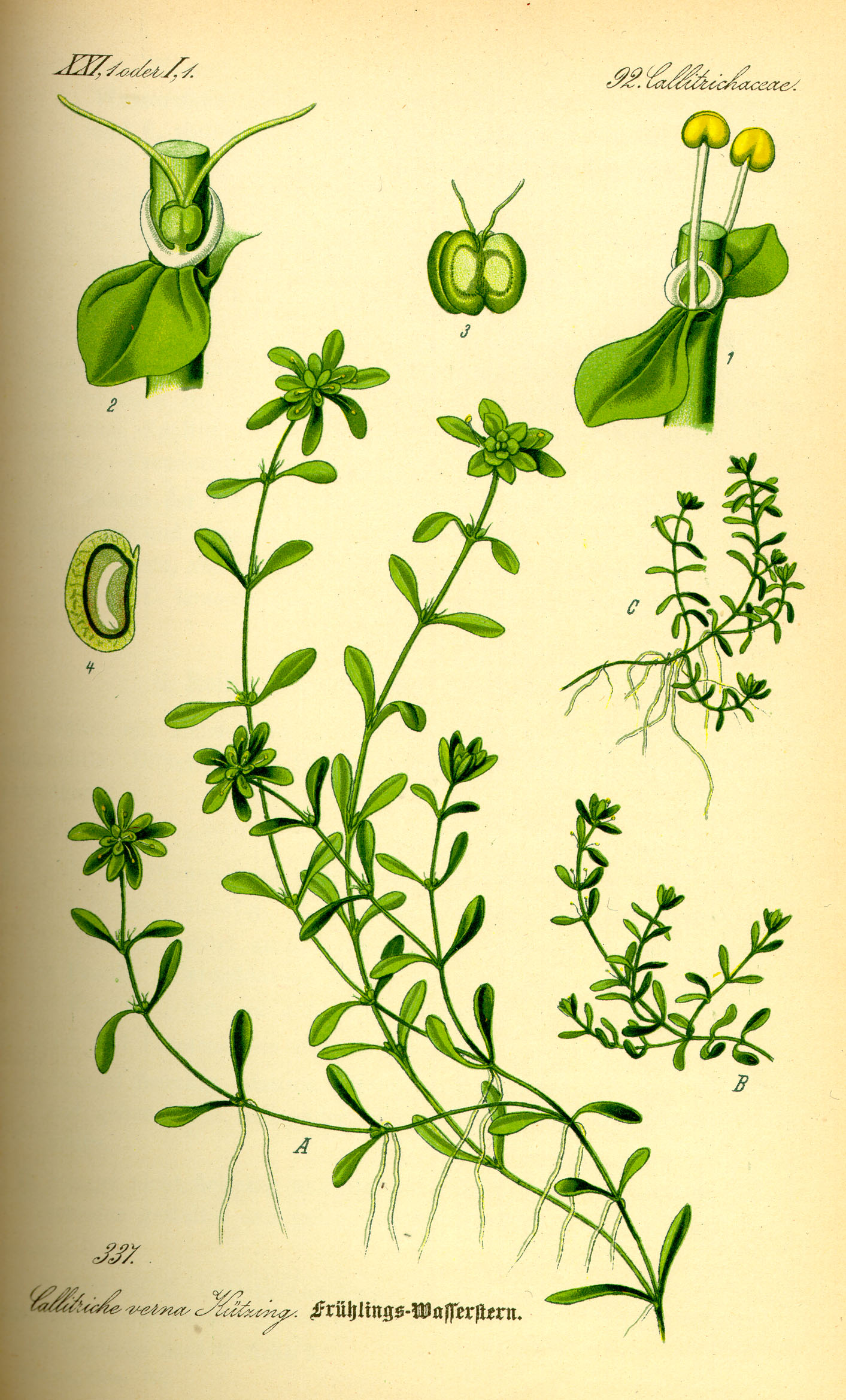
Ilustración

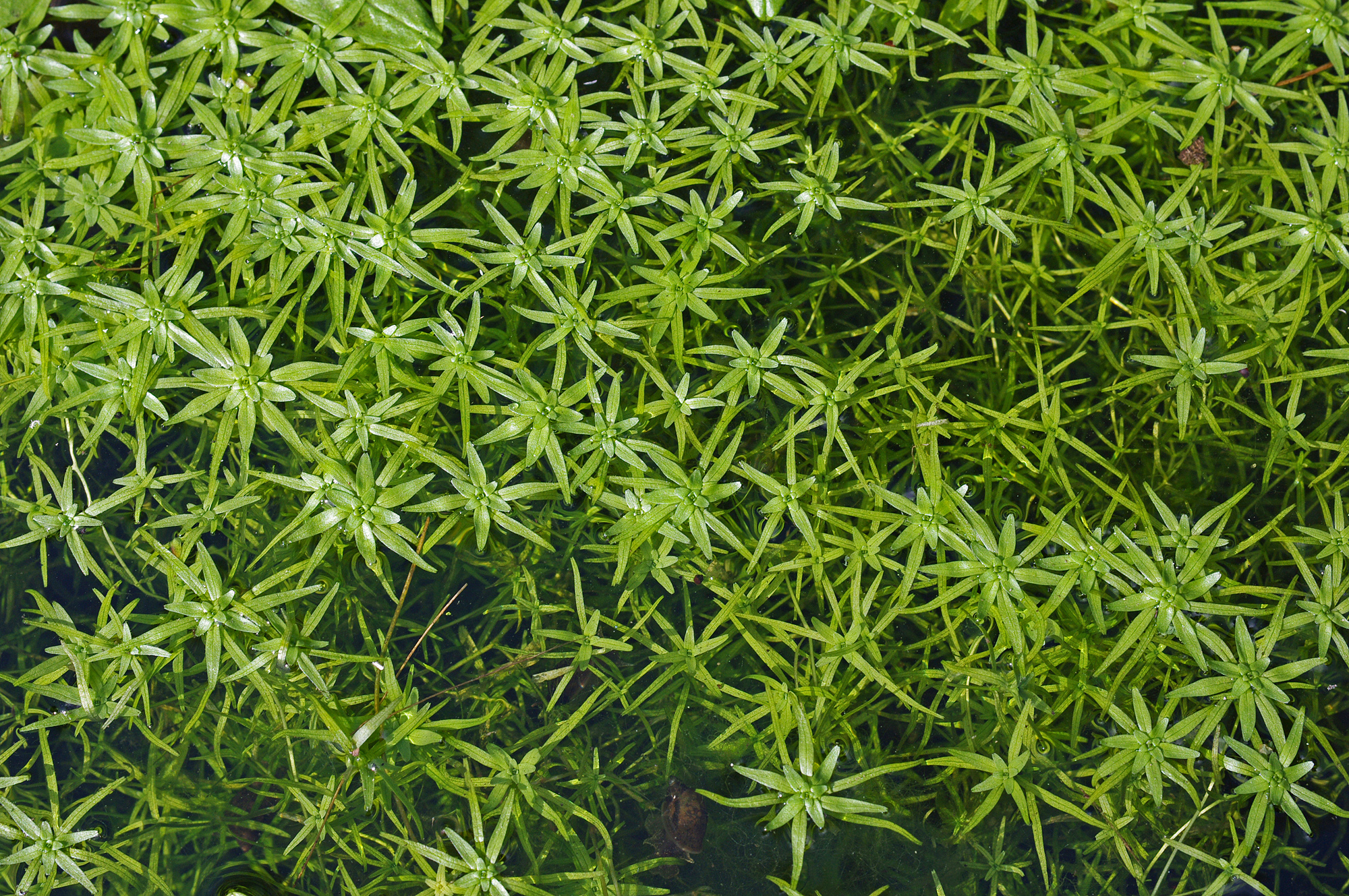
Vista de la planta

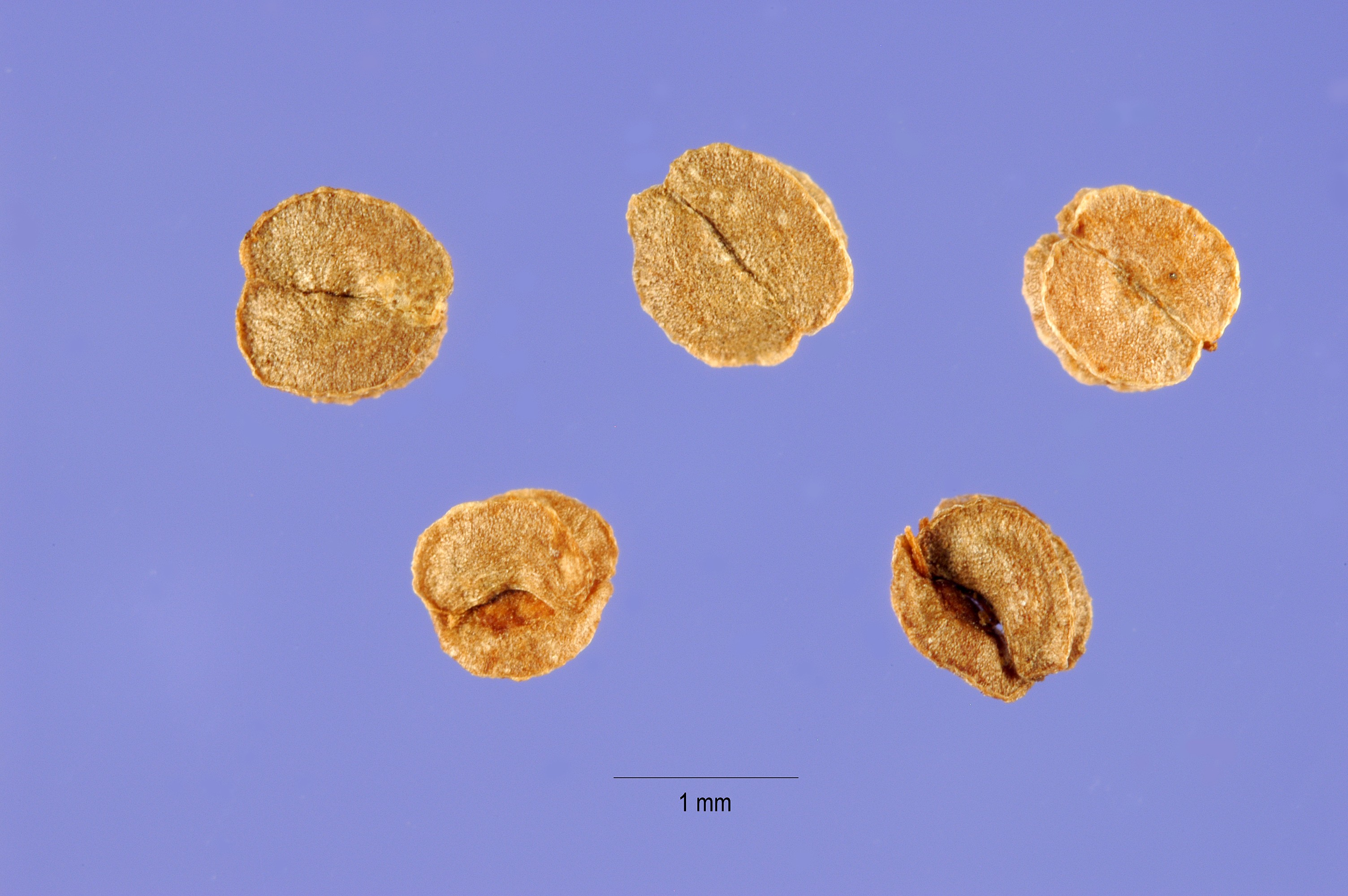
Semillas

## Descripción
Se distingue por sus frutos obovados con los lóbulos alados sólo en el ápice. Hojas sumergidas, estrechamente lineales, rosetas flotantes con hojas elípticas a casi redondeadas; hojas elípticas en las formas terrestres. Fruto obovado, negruzco, con estilo erecto que cae pronto. Florece desde la primavera hasta el otoño.

## Distribución y hábitat
En Gran Bretaña, Dinamarca, Finlandia, Alemania, Francia, Holanda, Islandia, Noruega, Suecia, Austria, Bulgaria, República Checa, Suiza, Hungría, Italia, Polonia, Rumanía, Rusia y tal vez España.

## Taxonomía
Callitriche palustris fue descrita por Carlos Linneo y publicado en Synopsis Plantarum 2: 597. 1807.
Veriedades aceptadas
- Callitriche palustris var. elegans (Petrov) Y.L.Chang
- Callitriche palustris var. oryzetorum (Petrov) Lansdown
- Callitriche palustris subsp. subanceps (Petrov) Kuvaev

Sinonimia
- Callitriche alpina Schur
- Callitriche androgyna L.
- Callitriche angustifolia Hoppe
- Callitriche aquatica Huds.
- Callitriche cespitosa Schultz
- Callitriche cuneifolia A.Braun ex Hegelm.
- Callitriche dubia Hoffm. ex Roth
- Callitriche euverna Syme
- Callitriche fallax Petrov
- Callitriche fissa Lej.
- Callitriche fontana Scop.
- Callitriche intermedia Hoppe
- Callitriche latifolia Gilib.
- Callitriche minima (L.) Hoppe
- Callitriche natans (L.) Samp.
- Callitriche obtusangula subsp. alpina (Schur) Nyman
- Callitriche pallens Goldb.
- Callitriche papuana Merr. & L.M.Perry
- Callitriche tenuifolia Thuill. ex Pers.
- Callitriche verna L.
- Callitriche vernalis Kütz.
- Callitriche vernalis W.D.J.Koch
- Callitriche vernalis var. minima (L.) Lange[2]